# Cleomenes lyra
Cleomenes lyra är en skalbaggsart som beskrevs av Holzschuh 1989. Cleomenes lyra ingår i släktet Cleomenes och familjen långhorningar. Inga underarter finns listade i Catalogue of Life.